# Moita (Anadia)
Moita é uma localidade portuguesa sede da Freguesia de Moita do Município de Anadia, freguesia com 34,18 km² de área e 2 206 habitantes (censo de 2021), tendo, por isso, uma densidade populacional de 64,5 hab./km².
Constituiu, até ao início do século XIX, o concelho de Ferreiros.

## Demografia
A população registada nos censos foi:
| Distribuição da População por Grupos Etários | Distribuição da População por Grupos Etários | Distribuição da População por Grupos Etários | Distribuição da População por Grupos Etários | Distribuição da População por Grupos Etários |
| -------------------------------------------- | -------------------------------------------- | -------------------------------------------- | -------------------------------------------- | -------------------------------------------- |
| Ano                                          | 0-14 Anos                                    | 15-24 Anos                                   | 25-64 Anos                                   | > 65 Anos                                    |
| 2001                                         | 361                                          | 422                                          | 1433                                         | 517                                          |
| 2011                                         | 315                                          | 222                                          | 1354                                         | 593                                          |
| 2021                                         | 213                                          | 206                                          | 1096                                         | 691                                          |

## Património
- Igreja paroquial de São Tiago da Moita
- Fragmento do pelourinho de Ferreiros
- Paço dos antigos senhorios, do século XVII/XVIII, no Alto do Paço
- Capela de São Gregório com arca tumular do séc. XV/XVI
- Palácio de Carvalhais, do século XVIII
- Casa oitocentista perto da igreja
- Casa seiscentista em Moita
- Capelas de Nossa Senhora da Conceição, de São João Baptista, de Nossa Senhora da Apresentação, de Nossa Senhora da Piedade e da Senhora das Boas Novas
- Capela de Santo António, da Senhora da Lapa e da Senhora da Paz
- Cruzeiros da Moita e da Póvoa do Pereiro
- Termas do Vale da Mó
- Busto de Manuel Alves "Poeta Cavador"
- Minas do Freixial e da Gralheira